# Teilstücke von Rindfleisch
Die Teilstücke von Rindfleisch werden je nach Region und Land, aber auch nach Tradition und Epoche unterschiedlich bezeichnet und zugeschnitten. Allgemein versteht man darunter die Skelettmuskulatur mit anhaftendem oder eingelagertem Fett, Bindegewebe sowie eingelagerten kleineren sonstigen Bestandteilen des Hausrinds, allgemein als Rindfleisch benannt. Das Fleisch junger Rinder wird als Kalbfleisch bezeichnet, und die Teilstücke nicht immer identisch bezeichnet.

## Regeln
In Deutschland gelten allgemein die Vorschriften der Deutschen Landwirtschafts-Gesellschaft für die Zerlegung. Parallel dazu hat auch die Deutsche Gesellschaft für Ernährung Regeln aufgestellt, die sich im Detail durch Bezeichnungen und Zuschnitt unterscheiden. In der DDR wurden eigene TGL für die Fleischzerlegung erstellt. Daneben gibt es Regeln des traditionellen Fleischerhandwerks. In Österreich gibt es historisch bedingt parallel Angebote der Wiener Teilung.

## Rinderkopf
Kopfteile werden abgesehen von Rinderzunge, Backe und Maulfleisch nicht als Lebensmittel verwendet.

## Grobzerlegung
Allgemein teilt man Rinder im deutschsprachigen Raum bei der Schlachtung der Länge nach. Dabei entstehen zwei symmetrische Hälften, die danach jeweils in ein Vorderviertel und ein Hinterviertel geteilt werden, was man als „Abstechen“ bezeichnet. Diese Trennung erfolgt meist zwischen der sechsten und siebenten Rippe. In der Vergangenheit wurde diese Trennung an hinteren Rippen vorgenommen, mit der Entwicklung der höherwertigen Nutzung von Rindfleisch wird der Rücken länger zugeschnitten. Das Vorderviertel wird in Hals, Schild und Schulter zerlegt, das Hinterviertel in Keule, Rücken und Lappen.
In der Wiener Küche hatte sich eine eigenständige Schnittführung entwickelt, die im allgemeinen Sprachgebrauch weiterbesteht, auch wenn im Handel nur noch selten nach der Wiener Teilung vorgegangen wird. Im Handwerk hat sich eine Mischform entwickelt, die hochwertige Fleischstücke entsprechend der Tradition anbietet, während andere Teile standardmäßig zugeschnitten werden. Die Schnittführung im deutschsprachigen Raum unterscheidet sich gravierend von der US-amerikanischen Zerlegung. Darum sind Bezeichnungen für Fleischteile nur ungefähr vergleichbar. Es gibt jedoch aus der Tradition heraus Überschneidungen zur Schnittführung im französischen und britischen Raum.

## Vorderviertel
In Deutschland wird der Hals gemäß der DLG allgemein als Rinderkamm (1) bezeichnet, es ist auch Nacken und genau wie in der Schweiz Rinderhals gebräuchlich. In Österreich weicht die Schnittführung von der Grafik ab, da dort die Front zusammen aus Hals und einem Teil der Brust zugeschnitten wird.
An der Wirbelsäule wird in Deutschland zwischen dem 1. und 8. Brustwirbel die Fehlrippe (4) abgetrennt. Teilweise wird dieses Teil als Hohe Rippe bezeichnet, insbesondere wenn Teil 5 nicht vom Roastbeef gelöst wird, sondern der Rücken in zwei Teile zerlegt wird. In Österreich wird dies Stück als Hinteres Ausgelöstes bezeichnet. In der Schweiz ist es üblich, den Schnitt am 11. Brustwirbel anzusetzen, sodass ein Teil der Hohen Rippe als Hohrücken zum Rinderrücken gehört. Der andere Teil wird dort als Abgedeckter Rücken bezeichnet.
Darunter liegt die Spannrippe bzw. Querrippe (2). In der DDR wurde auch die Knochendünnung (8) als solche bezeichnet, zur Unterscheidung aber mit dem Zusatz Vorder- bzw. Hinterviertel versehen. In der Schweiz wird dieses Stück als Federstück bezeichnet, und teilweise das Abgedeckte Federstück gesondert zugeschnitten. In Österreich gehört dieses Stück nicht zur Standardzerlegung, aus dem entsprechenden Fleischteil wird das Fette Meisel und der dahinterliegende Rieddeckel zugeschnitten.
Als Rinderbrust (3) wird in Deutschland der restliche Teil bezeichnet. Aktuell wird er in Brustbein, Mittelbrust und Nachbrust unterteilt. In der Schweiz nennt man diese Teile Brustspitz, Brustkern und Nachbrust. In Österreich bezeichnet man den Teil unterhalb des „Hinteren Ausgelösten“ als Brust.

## Vorderkeule
Allgemein wird sie dem Vorderviertel zugerechnet, bei der ersten Zerlegung trennt man sie jedoch vom Rest, da sie überwiegend aus höherwertigem Muskelfleisch besteht. In Deutschland wird die Vorderhesse (14) als Fleischteil abgetrennt, in der Schweiz und Österreich an der Keule belassen, und erst in der Feinteilung davon getrennt.
In Deutschland unterscheidet man beim Rinderbug (10) (auch Schulter oder Rinderblatt) allgemein das Schaufelstück, den Schaufeldeckel und das Dicke Bugstück. Der Restbug wurde in der DDR Rohrbug genannt, während das Falsche Filet auch als Falsche Lende wie das echte Filet bezeichnet wird.
In Österreich unterscheidet man die Rinderschulter in Dicke Schulter, Schulterscherzel, Mageres Meisel, Bugscherzel, Wadschinken und Pratzl.
In der Schweiz wird sie in Schulter mit Schenkel, Bug, Schulterfilet, Dicke Schulter, Schulterdeckel und Schulterspitz zerlegt.

## Rinderrücken
Es ist an dieser Stelle nicht möglich, alle Schnittführungen und Bezeichnungen darzustellen. Teilweise werden Fachbegriffe im Handel und Umgangssprache synonym verwendet, teilweise irrtümlich andere Fleischteile damit bezeichnet. Allgemein unterscheidet man zwischen der Zubereitung im ganzen Stück (häufig als Roastbeef oder Rostbraten bezeichnet) oder in Scheiben unterschiedlichen Zuschnitts, allgemein als Steak bezeichnet.
Das Stück zwischen 9. und 11. Brustwirbel wird in Deutschland als Hochrippe (5) bezeichnet, in der DDR war Hohe Rippe üblich. In Österreich bezeichnet man es als Rostbraten. Daran schließt sich bis zum 6. Lendenwirbel das Roastbeef (6) an, in Österreich Beiried genannt. Darunter liegt an der Körperinnenseite das Rinderfilet (7), in Österreich Lungenbraten genannt. Alle drei Teilstücke gemeinsam werden in der Schweiz als Nierstück bezeichnet, und dort in Roastbeef, Filet und Huft unterteilt.
Die Rinderblume (13) wird je nach Zerlegung dem Rücken oder der Keule zugerechnet. Häufig als Hüfte (oder einer Abwandlung davon wie Huft oder Hüftstück) bezeichnet, ist die Körperregion zwischen dem oberen Teil des Oberschenkelknochens und dem oberen Rand des Beckens einschließlich der Hüftgelenke mit anhaftendem Fleisch gemeint. Mit einem abweichenden Zuschnitt wird ein ähnliches Teilstück in der Schweiz als Stotzen mit Eckstück bezeichnet.
Der Schwanz wird allgemein nicht als Lebensmittel verwendet. Lediglich als Ochsenschwanz ist er eine bekannte Zutat für eine gleichnamige Suppe.

## Rinderlappen
Als Lappen bezeichnet man in Deutschland den unteren Teil des Hinterviertels bis zum After. In der Schweiz entspricht dies den Lempen mit Dicker Lempen und Dünner Lempen. Die Trennung zum Rücken kann je nach Tradition und Statur des Tieres voneinander abweichen.
Die Knochendünnung (8) wurde in der DDR auch als Spannrippe bezeichnet. In Österreich wird das Teilstück in ein oberes und unteres Stück zerlegt. Das obere trennt man in Platte Palisade mit Zwerchried, die Gstutzte Rippe und das Beinfleisch („Bafleisch“, typischerweise als Suppenfleisch verwendet). Darunter liegt das Kügerl.
In der DDR unterschied man die Dünnung (9) und den Schliem (12), was einer älteren deutschen Tradition entsprach. Aktuell bezeichnet man beide Teile zusammen als Fleischdünnung.

## Hinterkeule
In Deutschland wird die Rinderkeule meist mit der Blume/Hüftstück zugeschnitten, da dieses auf den anderen Fleischteilen aufliegt. In der DDR wurde bei der Zerlegung häufig das Kreuzbein im Gegensatz zum aktuellen Zuschnitt nicht entfernt. Neben der Oberschale, dem Schwanzstück (auch Unterschale) wird die Nuss bzw. Kugel als Fleischteil definiert. In Österreich bezeichnet man sie als Knöpfel oder Schlögel und teilt sie in Hüferscherzel, Hüferschwanzel, Nuss, Tafelspitz, Tafelstück, Weißes Scherzel, Schale und Wadschinken. In der Schweiz wird der Stotzen in Haxe, Nuss, Huft, Eckstück, Unterspälte mit Schenkel und Vorschlag getrennt.